# Chodynská tragédie

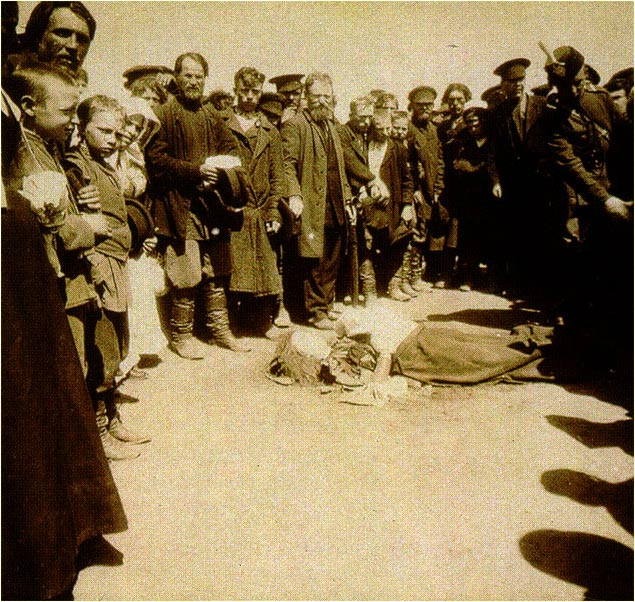
Oběti paniky

Chodynská tragédie nebo též Tragédie na chodynském poli byla davová panika, ke které došlo 18. květnajul./ 30. května 1896greg. na Chodynském poli v Moskvě během oslav následujících po korunovaci posledního ruského cara Mikuláše II. a která ve výsledku přinesla smrt 1 389 osob.

## Události

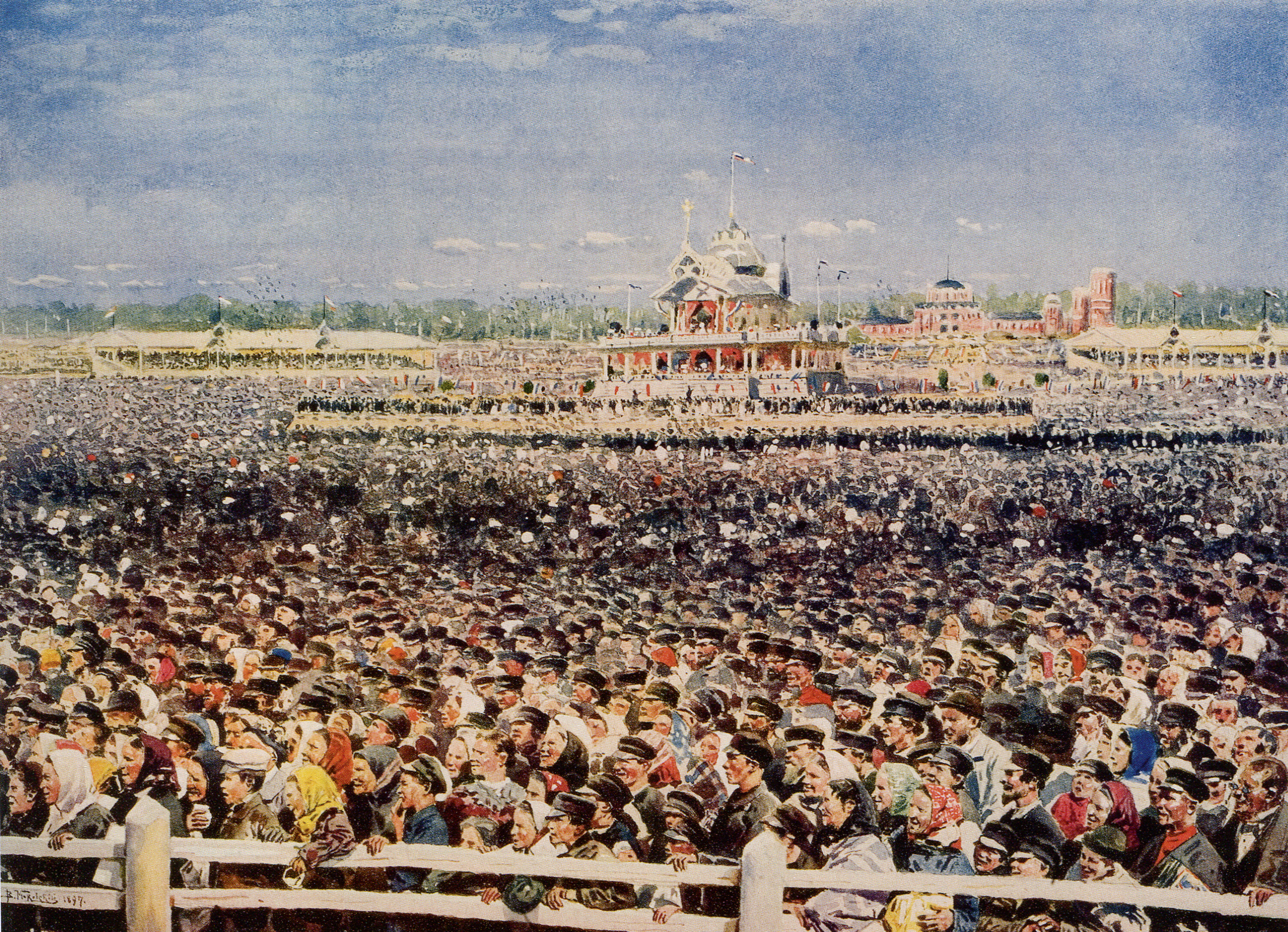
Chodynka. Akvarel V. Makovského (1899)

Mikuláš II. byl korunován carem Ruska 26. května 1896. O čtyři dny později se měl konat banket pro lid na Chodynském poli. Na území náměstí a divadla bylo u příležitosti oslav postaveno 150 stánků pro rozdávání dárků a 20 hospod. Dárky, které měl každý dostat, byly rohlík, klobása, perník a džbánek piva. Nedaleko náměstí, kde se konaly oslavy, se nacházela soutěska s mnoha roklinami. Večer 29. května se s předstihem začali shromažďovat lidé, kteří se doslechli o bohaté výslužce od cara.
Již asi v pět hodin ráno v den oslavy se na poli shromáždily tisíce lidí. Náhle se mezi přítomnými začala šířit zpráva, že nebude dostatek piva a dárků pro každého. Policejní jednotky o síle 1800 mužů ztratily nad davem kontrolu a v katastrofální tlačenici a následně vzniklé panice ve snaze opustit nebezpečné místo bylo 1 389 lidí ušlapáno k smrti a zhruba 1 300 zraněno.

## Dohra
Car Mikuláš a carevna Alexandra byli o tragédii informováni, ne však ihned. Toho dne večer se měl na francouzské ambasádě v Moskvě konat oslavný ples. Mikuláš byl toho názoru, že by bylo lépe plesu se nezúčastnit, neboť vedle upřímného smutku a soucitu s oběťmi se domníval, že jeho přítomnost na plese by v očích občanů mohla vypadat jako lhostejnost k tragédii a neúcta k obětem. Mladší bratři cara Alexandra III. (Mikulášovi strýcové), kteří stále měli velký vliv u dvora, však prohlásili, že neúčast na plese by byla políčkem do tváře Paříže, což by pro něj bylo ještě horší, než neprojevení soucitu s ruským lidem. Navzdory událostem se tedy mladý (a nezkušený) car Mikuláš z diplomatických důvodů slavnostního plesu zúčastnil.
Domnělá lhostejnost carských úřadů způsobila v Rusku rozhořčení, třebaže vláda vyčlenila mnoho prostředků na pomoc rodinám obětí neštěstí a mnoho nižších úředníků bylo odvoláno z funkce. Konstantin Balmont v roce 1905 napsal, že „kdo začne svou vládu Chodynkou, ten ji skončí výstupem na popraviště“. Toto proroctví se s mrazivou přesností naplnilo o 13 let později, v roce 1918.